# Sentier de grande randonnée 235
Le sentier de grande randonnée 235 (GR235) relie La Touzelière (Saint-Léonard-des-Bois) à la vallée de la Flotte (Loir en Vallée), sur un parcours de 211 kilomètres exclusivement tracé dans le département de la Sarthe.

## Description
Avec néanmoins un total de 211 kilomètres le tracé du GR235 demeure dans le seul département de la Sarthe dont il longe les frontières nord et est. Depuis le lieu-dit de La Touzelière, à Saint-Léonard-des-Bois, dans les Alpes mancelles, il traverse la Forêt de Perseigne et rejoint la plaine du Saosnois puis le Perche sarthois et enfin la vallée du Loir. Son altitude est comprise entre 245 et 67 mètres.

## Localités traversées
- Saint-Léonard-des-Bois
- Gesnes-le-Gandelin
- Bérus
- Béthon
- Oisseau-le-Petit
- Chérisay
- Bourg-le-Roi
- Ancinnes
- Neufchâtel-en-Saosnois
- Aillières-Beauvoir
- Mamers
- Saint-Rémy-des-Monts
- Saint-Cosme-en-Vairais
- Nogent-le-Bernard
- Saint-Georges-du-Rosay
- Saint-Aubin-des-Coudrais
- La Ferté-Bernard
- Cormes
- Courgenard
- Gréez-sur-Roc
- Montmirail
- Melleray
- Vibraye
- Saint-Calais
- La Chapelle-Huon
- Bessé-sur-Braye
- Loir en Vallée